# Annskäret
Annskäret est une île de l'archipel de Vaasa en Finlande,.

## Géographie
L'île est située à environ 16 kilomètres à l'ouest de Vaasa et à environ 370 kilomètres au nord-ouest d'Helsinki. 
La superficie de l'île est de 29,9 hectares et sa longueur maximale est de 0,8 kilomètre dans le sens Est-ouest.